# Château des Chevennes
Le château des Chevennes est un château situé à Chapeau, en France.

## Localisation
Le château est situé sur la commune de Chapeau, dans le département français de l'Allier, près de Moulins. Il se trouve au nord-est de la commune, au nord de la route de Chapeau à Thiel-sur-Acolin (D 31).

## Description
Le château actuel a été construit au XVIIe siècle sur une motte féodale entourée de douves autrefois en eau.
La porterie, en briques à motifs losangés, est composée d'un portail accosté de deux pavillons. Elle donne accès à une cour avec au fond la maison d'habitation. Cet ensemble a été  complété au XIXe siècle avec granges et dépendances.

## Historique
Le fief des Chevennes était possédé depuis le XIVe siècle par la famille du même nom, dont l'histoire perd la trace au milieu de la Guerre de Cent Ans.
Il faut attendre l'année 1664 pour retrouver trace du domaine, entre les mains d'un certain Gilbert Guillaud, issu d'une famille de parlementaires établie à Thiel. En 1676, Élisabeth Guillaud épouse Gilbert de Vicq de Pontgibaud, lieutenant de cavalerie devenu fraîchement gentilhomme du roi.
En 1747, son petit-fils Bernard doit se séparer du domaine, qui échoit alors au chevalier Jean-Jacques de Saint-Cy, seigneur d'Orvalet à Lusigny. Sa petite-fille, Céleste-Augustine de Saint-Cy, épouse en 1791, au cœur des évènements révolutionnaires, Étienne Marie des Bravards d'Eissat, comte du Prat.
Sous la Restauration, leur fils, Marc-Louis, épouse Anne-Jeanne-Joséphine Merlat, fille d'un industriel lyonnais. Leur fille, Céleste Augustine, épouse en 1847 Louis-Joseph Gaspard de Bourbon, comte de Châlus, fils cadet de François-Joseph de Bourbon, comte de Busset, faisant ainsi entrer le domaine des Chevennes dans les mains de la maison de Bourbon Busset.
L'édifice a été inscrit au titre des monuments historiques en 2008.